# Battaglia di Acri
La battaglia di Acri ebbe luogo nel 1258 al largo del porto di Acri tra le flotte della Repubblica di Genova e la Repubblica di Venezia La battaglia si inserisce all'interno del contesto della Guerra di San Saba.

## Premessa
Genova, Venezia e Pisa possedevano ognuno un grosso quartiere ad Acri ed incominciarono a contendersi il Monastero di San Saba il quale non era stato spartito (a differenza della città) con i Veneziani.
Il console genovese Luca Grimani prima di avere il responso dal Papa, ottenne dalle Autorità religiose di Acri che ai veneziani fosse vietato l'ingresso nella Chiesa in quanto esclusivamente riservata ai genovesi e vi si barricarono armati dentro la chiesa. Nonostante le proteste dei Veneziani e dei Pisani, tale bando fu ribadito da Filippo di Montfort capo dell'ordine ospedaliero (e alleato dei genovesi).

## La battaglia
Il Doge Renier Zen inviò una flotta di 13 galee ormeggiate a Tiro e comandate dal capitano Lorenzo Tiepolo i quali entrarono in porto e trovarono e incendiarono 2 galee e 22 navi mercantili genovesi. Dopodiché sbarcarono e misero a fuoco il monastero assieme alle fortificazioni dei rivali.
I genovesi reagirono immediatamente ed inviò una flotta guidata dal capitano del popolo, Rosso della Turca, i quali potevano contare sull'appoggio di Filippo di Montfort e dai Cavalieri Ospitalieri per un attacco combinato da terra. Furono armate 40 galee.
Venezia invece con i rinforzi aveva una forza di 25 galee.
Anche se l'arrivo della flotta genovese sorprese i veneziani l'esperienza e la strategia marittima veneziana portarono ad una schiacciante vittoria. L'attacco Veneziano fu immediato e Genova perse la metà della flotta. Dopo tale sconfitta i genovesi lasciarono la città e si stabilirono a Tiro.